# Château d'Irulegi
Pour les articles homonymes, voir Irulegi.
Le château d'Irulegi est un ancien château médiéval situé au sommet de la montagne éponyme, à Lakidain. En 1374, le maire[pas clair] Gonzalo Ruiz de Eransus y vécut. En 1494, Catherine de Navarre ordonna la démolition du château par crainte des Beaumont.

## Vestiges du passé

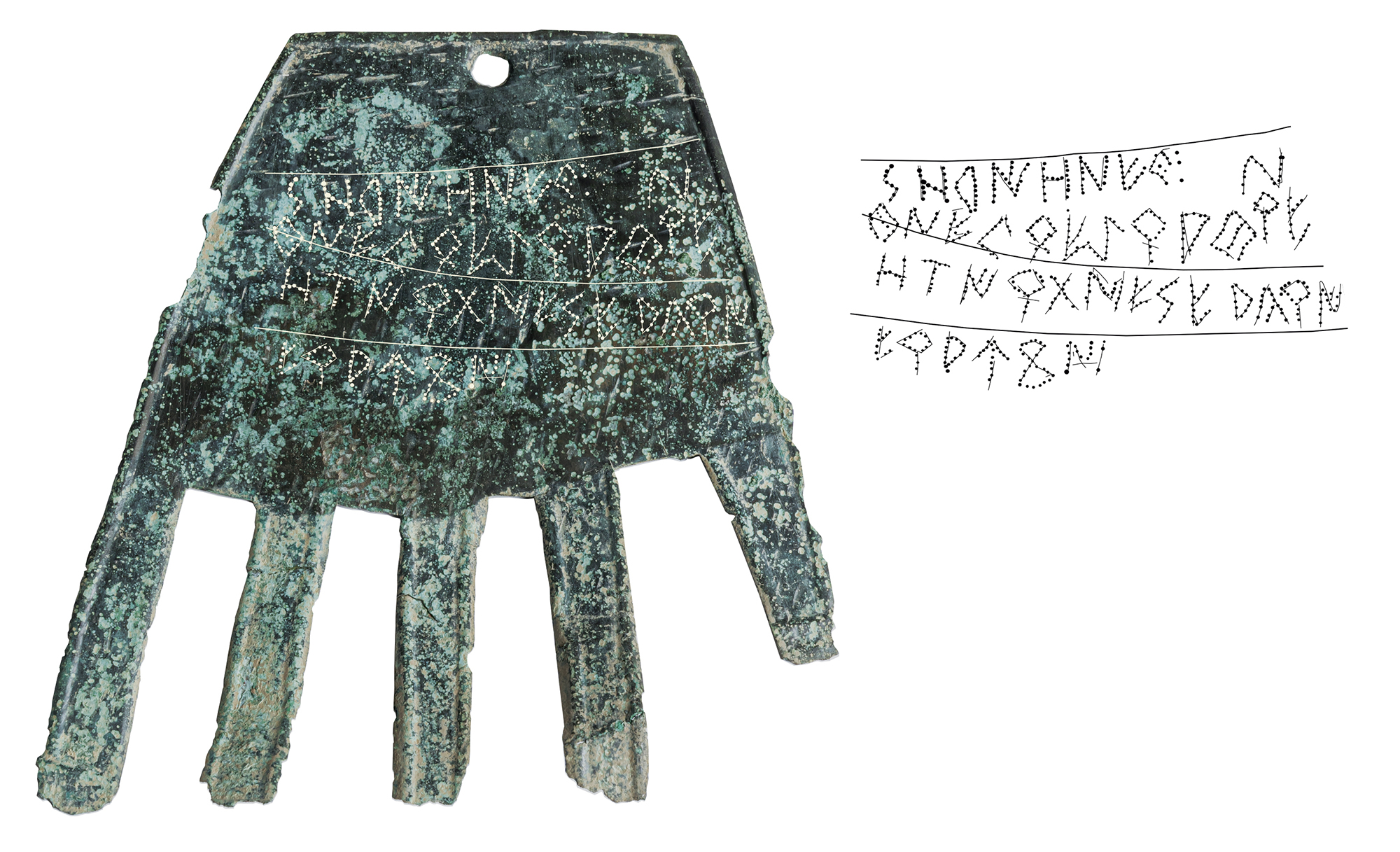
Image et transcription de la Main d'Irulegi

Le village d'Irulegi, à côté du château d'Irulegi, a été occupé pendant l'âge du bronze et l'âge du fer. 
Au moment où les Romains arrivent dans l'actuelle Navarre, les habitants — des Vascons — doivent fuir après la guerre de Sertorius.
Vestige du passé, la Main d'Irulegi y a été trouvée en 2021.

## Château médiéval
C'est la forteresse médiévale du royaume de Navarre qui est la mieux connue et conservée à Pampelune. 
La municipalité d'Aranguren, avec ses citoyens, l'association Larrazkoa, le gouvernement de Navarre et l'association Aranzadi ont effectué des recherches archéologiques dans le château et petit à petit l'ont reconstruit.  

### Environnement topographique
Le sommet présente un escarpement rocheux au nord et des crêtes montagneuses sous d'autres latitudes. Au sud, côté le plus accessible, afin de protéger le château, il y avait une douve.

### Histoire du château
On ne sait pas avec certitude en quelle année le fort a été construit. À partir du XIIe siècle, il existe des documents sur un château mais il peut avoir été construit bien avant. Cette forteresse était la résidence des notables, qui avaient le devoir de conserver la forteresse, de percevoir les impôts et de garder la route vers la capitale de Navarre.
De l'avis d'Iñaki Sagredo, son emplacement stratégique et sa communication visuelle avec les forteresses voisines suggèrent qu'il a été construit au début du royaume de Pampelune. À cette époque, le système défensif des Basques de Pampelune était basé sur des forteresses ; les musulmans espionnaient les mouvements des Francs. Le système de défense du royaume nouvellement créé de Pampelune était déplacé à mesure que les frontières s'étendaient. 
À cette époque, les frontières n'étaient pas à Tafalla ou au château de Monjardin, mais au-delà de l'Èbre, et l'utilité de ces forteresses diminuait. Ces premières forteresses vasconnes ont commencé à être utilisées comme prisons ou résidences ; mais, en temps de guerre, elles reprenaient leur caractère militaire.
Pendant la guerre civile entre les Agramont et les Beaumont, le comte de Lerin était propriétaire du château, et, à la fin du XIVe siècle, Juan Mearin de Beaumont en était le maire. Cependant, le 19 septembre 1494, les rois de Navarre, Jeanne III et Catherine I, récupérèrent la forteresse. 
En décembre de cette année-là, Juan Garro et le capitaine Remonet reçurent l'ordre de le détruire, car il était considéré comme sans valeur et coûteux. Avec cette destruction, ils voulaient empêcher les habitants de la Castille d'avoir des propriétés proches de la capitale. Les créneaux et une partie du mur, les portes défensives et d'autres éléments ont été démolis ; cependant, ces dégâts ne semblent pas avoir complètement invalidé le château, et la tour principale a probablement continué à être habitée. Le temps et le manque d'argent pour l'adapter ont conduit à la destruction définitive du château.

## Historique des fouilles
Le projet de recherche a débuté en 2007, lorsque la municipalité de la vallée d'Aranguren a signé un accord de coopération avec l'Association scientifique d'Aranzadi. 

## Galerie de photos

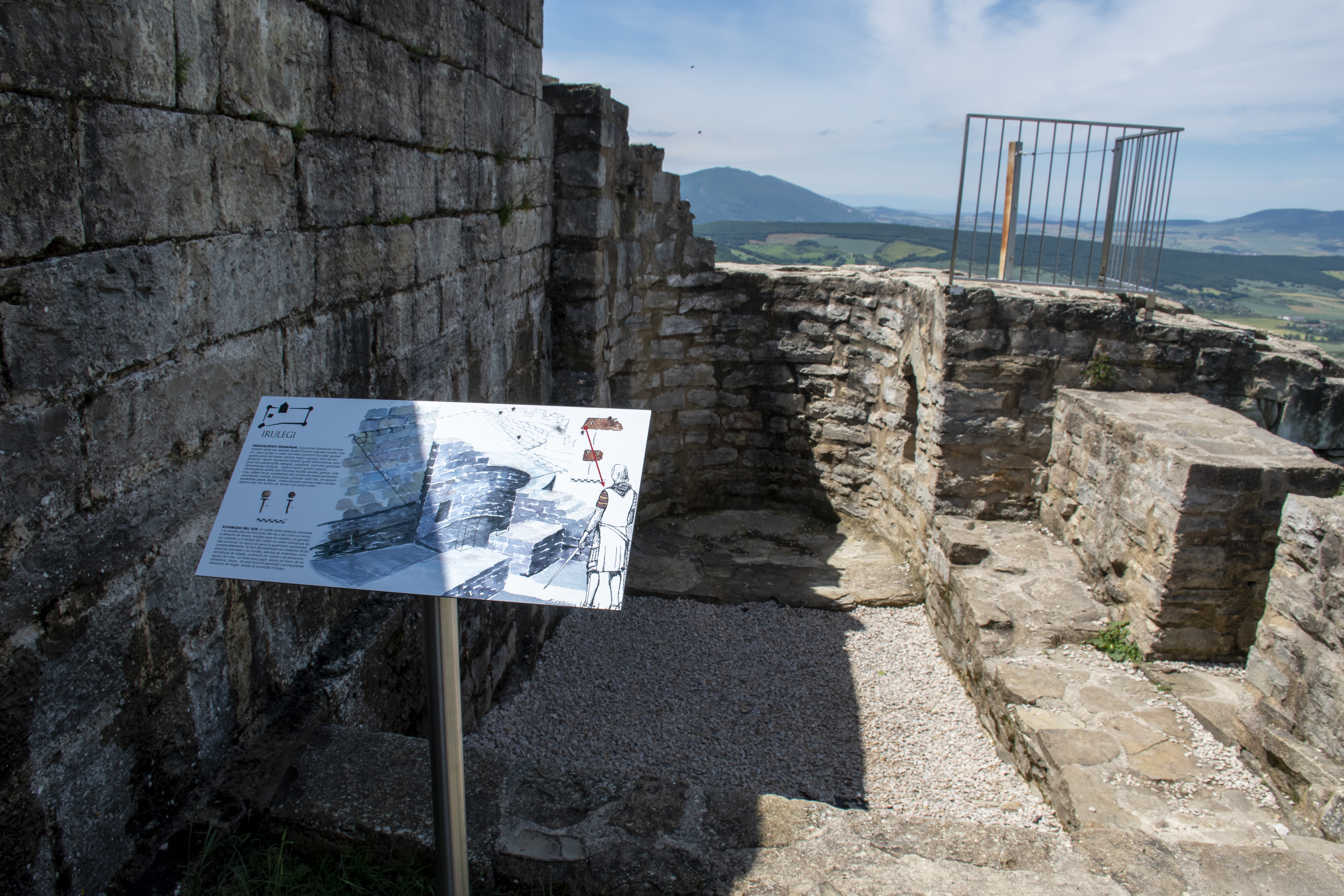
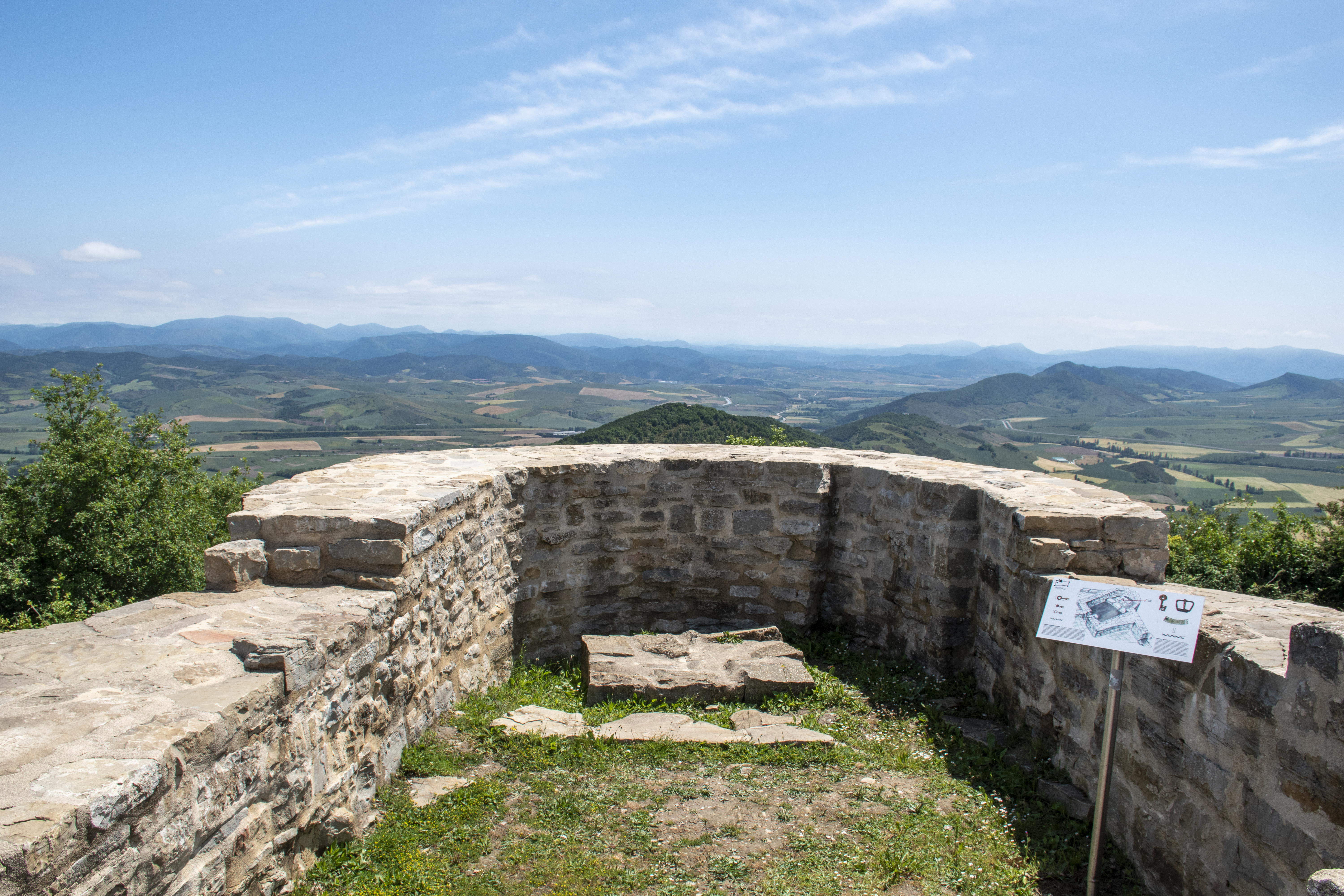
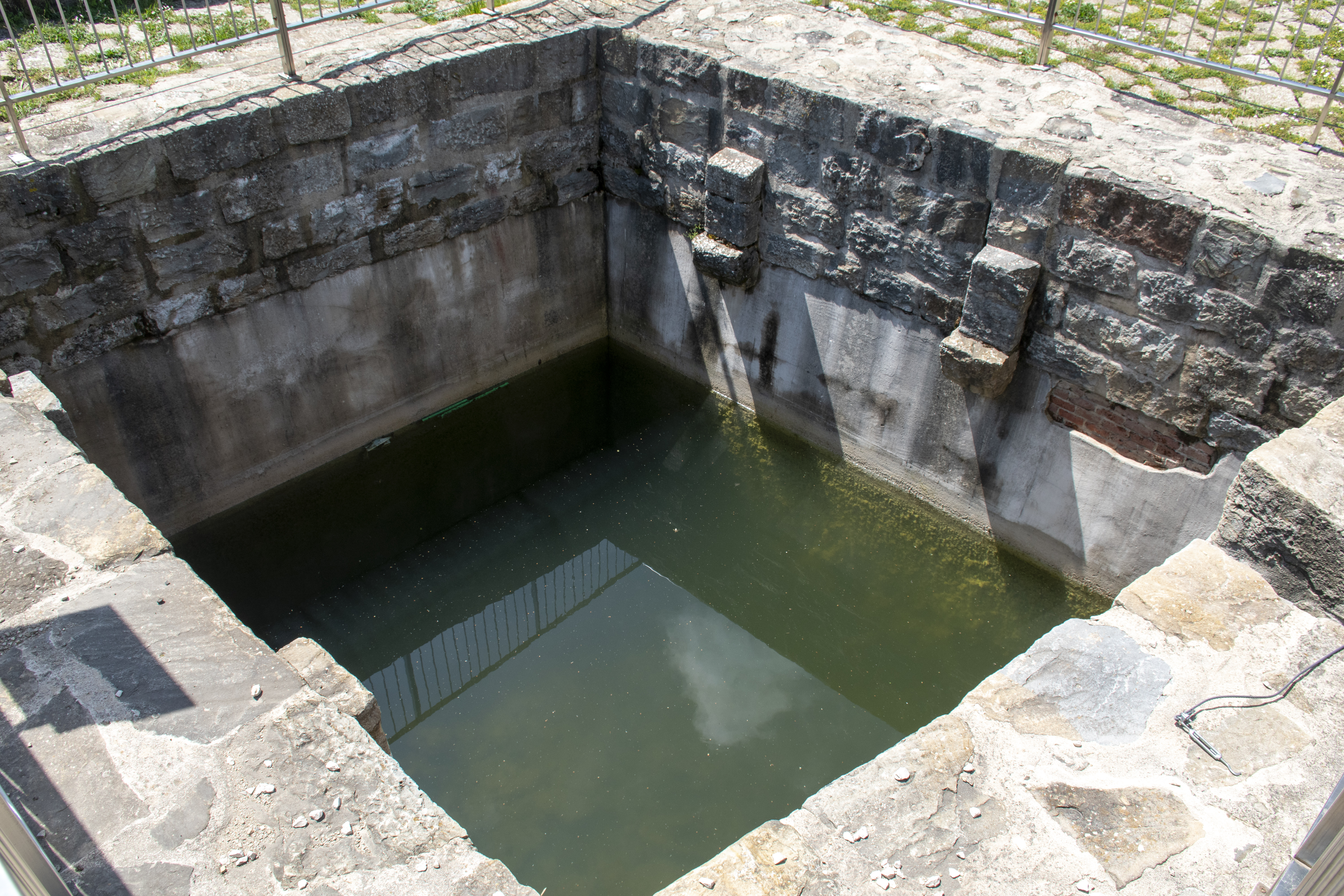
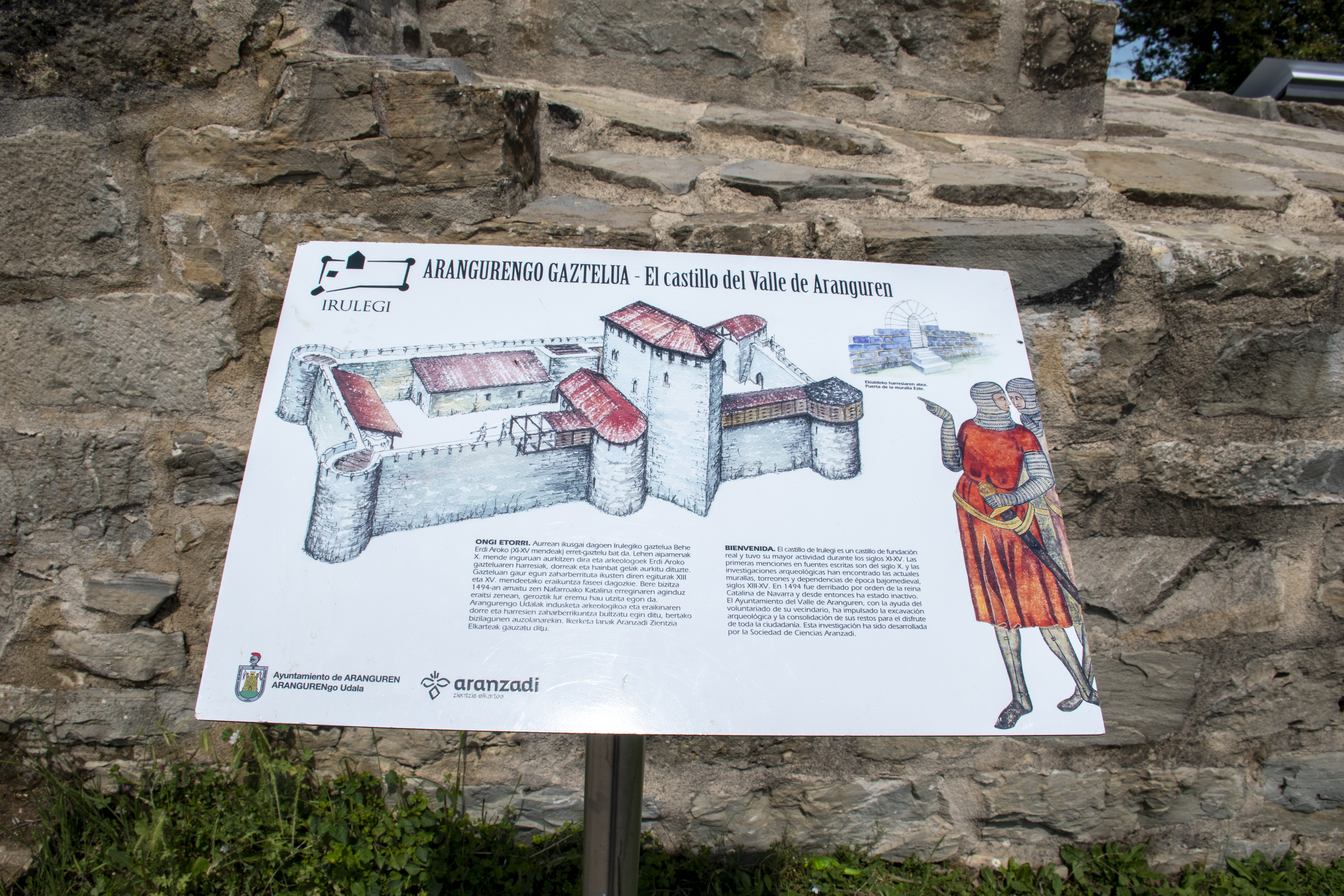
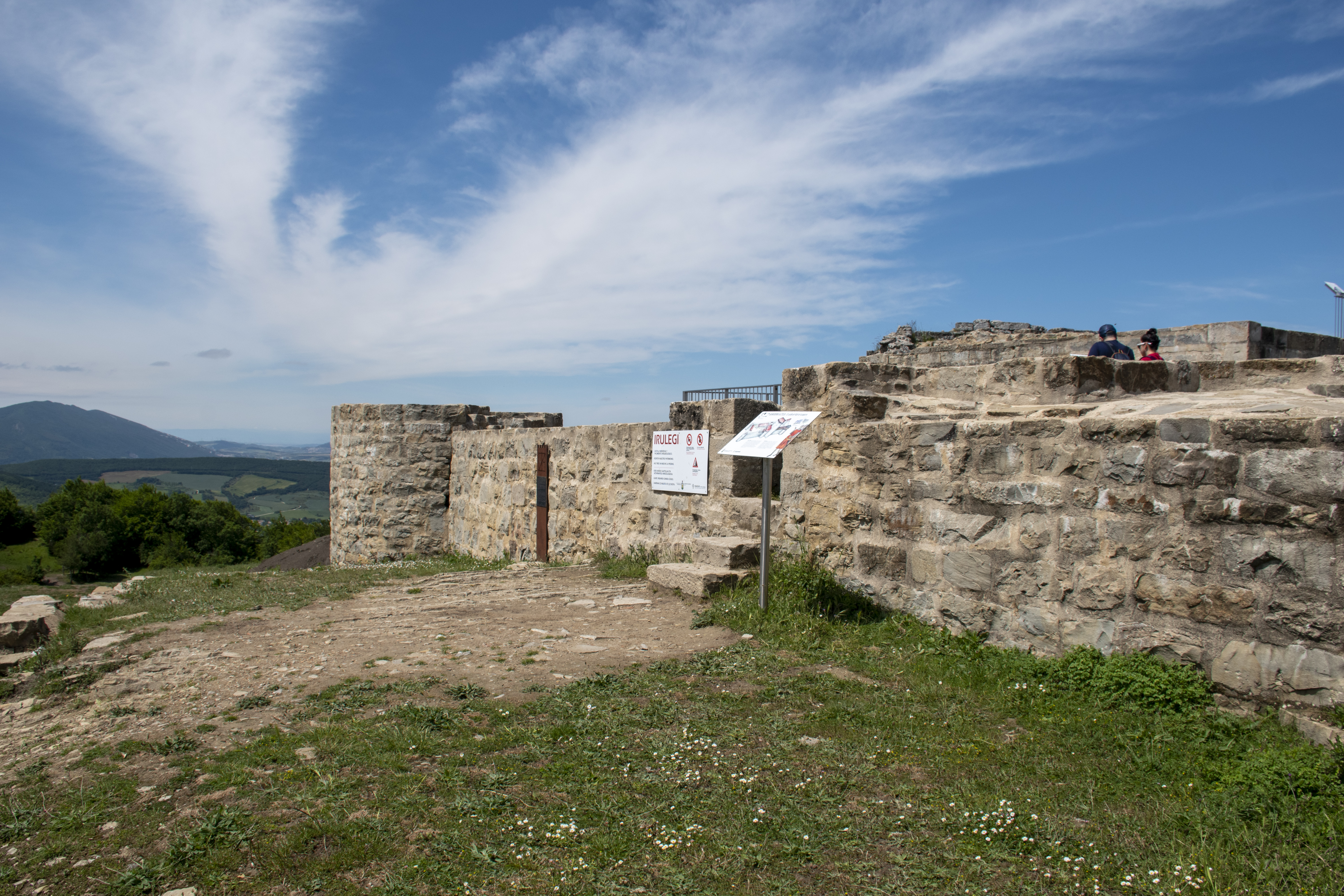